# Qendër Libohovë
Qendër Libohovë je obec v okresu Gjirokastër, kraji Gjirokastër, jižní Albánii.